# Gymnobela erronea
Gymnobela erronea é uma espécie de gastrópode do gênero Gymnobela, pertencente a família Raphitomidae.